# Dinaro serbo
Il dinaro serbo (plurale: dinara, in serbo динар, динара?) è la valuta della Serbia. Già in passato è esistita un'altra moneta con lo stesso nome, che era la valuta del Principato, poi Regno di Serbia tra il 1868 ed il 1920. La provincia autonoma del Kosovo ha usato il marco tedesco tra il 1980 ed il 2002, quando ha adottato l'euro. Il dinaro serbo attuale è la continuazione dell'ultimo dinaro jugoslavo.
Il codice ISO 4217 della moneta è attualmente RSD (fino al 25 ottobre 2006, era CSD). L'abbreviazione è din o дин. Il dinaro è suddiviso in 100 para (пара).

## Storia

### Dinaro medievale
La prima citazione di un "dinaro serbo" risale al regno di Stefano Prvovenčani del casato degli Nemanjić nel 1214. Fino alla caduta del despota Stefan III Branković nel 1459 la maggior parte dei governanti serbi ha coniato dinari d'argento. La moneta era uno dei simboli rilevanti della sovranità dello stato serbo nel Medioevo.

### Primo dinaro moderno (1868-1920)
Una moneta precedente chiamata anch'essa dinaro fu la moneta del Regno di Serbia dal 1868 al 1920.

### Secondo dinaro moderno (1941-1944)
Una moneta chiamata dinaro serbo fu usata anche durante la guerra dal 1941 al 1945.

### Terzo dinaro moderno (2003)
Il dinaro serbo attuale ha sostituito alla pari il Dinaro jugoslavo nel 2003, in seguito alla ridenominazione della Jugoslavia nell'unione tra Serbia e Montenegro. La provincia autonoma del Kosovo e il Montenegro (diviso dalla Serbia in seguito a referendum nel 2006) hanno adottato l'euro.

## Monete
Le monete attualmente prodotte sono: 1, 2, 5, 10, 20 Dinari.
| Moneta | Valore    | Immagine                                    |
| ------ | --------- | ------------------------------------------- |
|        | 1 Dinaro  | Edificio della Banca Nazionale di Serbia    |
|        | 2 Dinari  | Monastero di Gračanica (Манастир Грачаница) |
|        | 5 Dinari  | Monastero di Krušedol (Манастир Крушедол)   |
|        | 10 Dinari | Monastero di Studenica (Манастир Студеница) |
|        | 20 Dinari | Tempio di San Sava (Храм светог Саве)       |
|        | 20 Dinari | Ritratto di Nikola Tesla (Никола Тесла)     |

## Banconote
Le banconote attualmente prodotte sono: 10, 20, 50, 100, 200, 500, 1.000, 2.000, 5.000 dinari
| Banconota | Valore       | Immagine                                                                                           |
| --------- | ------------ | -------------------------------------------------------------------------------------------------- |
| \|        | 10 Dinari    | Ritratto del filologo Vuk Stefanović Karadžić, Вук Стефановић Караџић (1787 - 1864)                |
| \|        | 20 Dinari    | Ritratto del Principe-Vescovo Petar II Petrović-Njegoš, Петар II Петровић Његош (1813 - 1851)      |
| \|        | 50 Dinari    | Ritratto del compositore Stevan Stojanović Mokranjac, Стеван Стојановић Мокрањац (1865 - 1914)     |
| \|        | 100 Dinari   | Ritratto dell'inventore Nikola Tesla, Никола Тесла (1856 - 1943)                                   |
| \|        | 200 Dinari   | Ritratto della pittrice Nadežda Petrović, Надежда Петровић (1873 - 1915)                           |
| \|        | 500 Dinari   | Ritratto del geografo Jovan Cvijić, Јован Цвијић (1865 - 1927)                                     |
| \|        | 1.000 Dinari | Ritratto dell'imprenditore Đorđe Vajfert, Ђорђе Вајферт (1850 - 1937)                              |
| \|        | 2.000 Dinari | Ritratto del matematico, geografo e astronomo Milutin Milanković, Милутин Миланковић (1879 - 1958) |
| \|        | 5.000 Dinari | Ritratto del giurista Slobodan Jovanović, Слободан Јовановић (1869 - 1958)                         |